# Іван Дрогойовський (каштелян)
Іван Дрогойовський гербу Корчак (бл. 1554 — перед 21 серпня 1601) — шляхтич, військовик та урядник Королівства Польського українського (руського) походження. Дипломат. Протестант.

## Життєпис
Батько — далекий від католицизму перемиський каштелян Дрогойовський Станіслав, мати — перша дружина батька, сестрениця королеви Бони Урсула Ґуччі, донька Карло. Хресний тато — Анджей Фрич Моджевський. Мачуха — Зофія з Оссолінських, донька Героніма (†1576).
Навчався в університеті Гайдельберґа (записався 4 жовтня 1571), в 1576-му мав подорож з молодими Оссолінськими (Прага, Крулевець, Угри), восени повернувся до Дрогоєва. На початку 1577-го став придворним, королівським секретарем. Тоді мав різні місії від короля. Наприкінці 1577 року був висланий Яном Замойським в справі зашлюбин з Радзивиллівною. 1579 року — посол до Османської імперії з метою схилити їх допомогти проти Московії. 1580 року брав участь у битвах під Вележем, Вєлікіми Луками, Заволоччю. З 7 жовтня 1588 — сяноцький каштелян, 1589 організовував оборону від османів, посол Львівського сеймику до короля. 1591 — комісар кордонних справ з Австрією. У 1595 році брав участь в Торуньському синоді, звідти був висланий послом до Руського сеймику.
Дружина — Анна Баль, шлюб 1585 року. Діти: Матвій, Іван Парис, Петро.